# Isin (Nigéria)
Isin é uma área de governo local no estado de Kwara, na Nigéria. A área de governo local Isin do estado de Kwara foi criada a partir da antiga área de governo local Irepodun em 1996 com sede em Owu-Isin. Possui uma área de 633 km² e população de 59.481 habitantes, segundo o censo de 2006.
O código postal da área é 251.

## Assentamento de Isin
Isin abrange várias vilas e comunidades, incluindo Isanlu Isin, Ijara isin, Owu isin, Iwo, Oke-Aba, Oke-Onigbin, Alla, EDidi, Odo-Eku, Oba, Iji, Pamo, Oponda, Igbesi, Eleyin, Kudu-Owode etc. Ao norte de Isin estão Igbajaland, Oraland e Ireland; a oeste estão Ajasse Ipo e Oro; a leste estão Oro-Ago e Olla e Osi em Ekiti LG, enquanto ao sul estão Apaland, Arandun e Omu-Aran.